# 鏡週刊
『鏡週刊』（かがみしゅうかん、英語: Mirror Media）は、2016年に創刊された、台湾の精鏡傳媒傘下の繁体字雑誌。